# Renée Asherson
Renée Asherson, född 19 maj 1915 i Kensington, London, England, död 30 oktober 2014 i Primrose Hill, London, England, var en brittisk skådespelare.
Asherson scendebuterade 1935 och verkade senare vid London-teatrar som Old Vic, Westminster Theatre och Aldwych Theatre. Asherson medverkade i en kortfilm för TV redan 1939, men filmdebuterade i långfilm 1944 och gjorde sin sista filmroll 2001. Under åren 1953-1958 var hon gift med Robert Donat.

## Filmografi, urval
- 1944 – Henrik V
- 1945 – Gyllene vingar
- 1951 – Det mörka rummet
- 1951 – I Londons hamnkvarter
- 1961 – Jordens sista dag
- 1973 – Thalias hämnare
- 2001 – The Others